# Alatri Calcio
L'Associazione Sportiva Dilettantistica Alatri è la principale società calcistica della città di Alatri.
Ha giocato in Serie D per nove stagioni, dal 1966 al 1975.
Il 16 maggio 2015 conquista la coppa Italia Promozione. È la terza squadra della Provincia di Frosinone a partecipare ad una finale di Coppa Italia Promozione ed è la prima ad averla vinta.

## Storia
La storia della squadra ha inizio il 23 agosto 1947, quando veniva fondata l'Unione Sportiva Alatri con l'iscrizione alla Lega Regionale Laziale: dopo una stagione nella Seconda Divisione fu promossa alla Prima Divisione (in quel periodo quinto livello del calcio italiano), dove rimase per nove stagioni, finché nel 1957 la società si sciolse.
Riapparve nel campionato di Seconda Categoria 1961-1962 con il nome di Polisportiva Alatri, cambiato due anni dopo in Associazione Sportiva Alatri, che nel campionato 1965-1966 sotto la presidenza di Franco Evangelisti e allenata da Nicola Lo Buono raggiunse una storica promozione in Serie D, dove rimase fino al 1975. Il migliore risultato si registrò nel 1968 quando i verderosa chiusero al quarto posto. Il pubblico arrivò ai tremila spettatori.
Quindi, retrocessa in Promozione (all'epoca non esisteva l'Eccellenza), la società, non rinnovata l'iscrizione alla FIGC, dovette ricominciare dalla Terza Categoria con il nome di Pro Calcio Alatri.
Nel 1983 come Unione Sportiva Alatri la squadra risalì alla Prima Categoria. A partire dal 1989 verrà riadottato il nome di Polisportiva Alatri.
Nel 1993 fu promossa nel campionato di Eccellenza e vi rimase due anni, dopodiché fu retrocessa in Promozione.

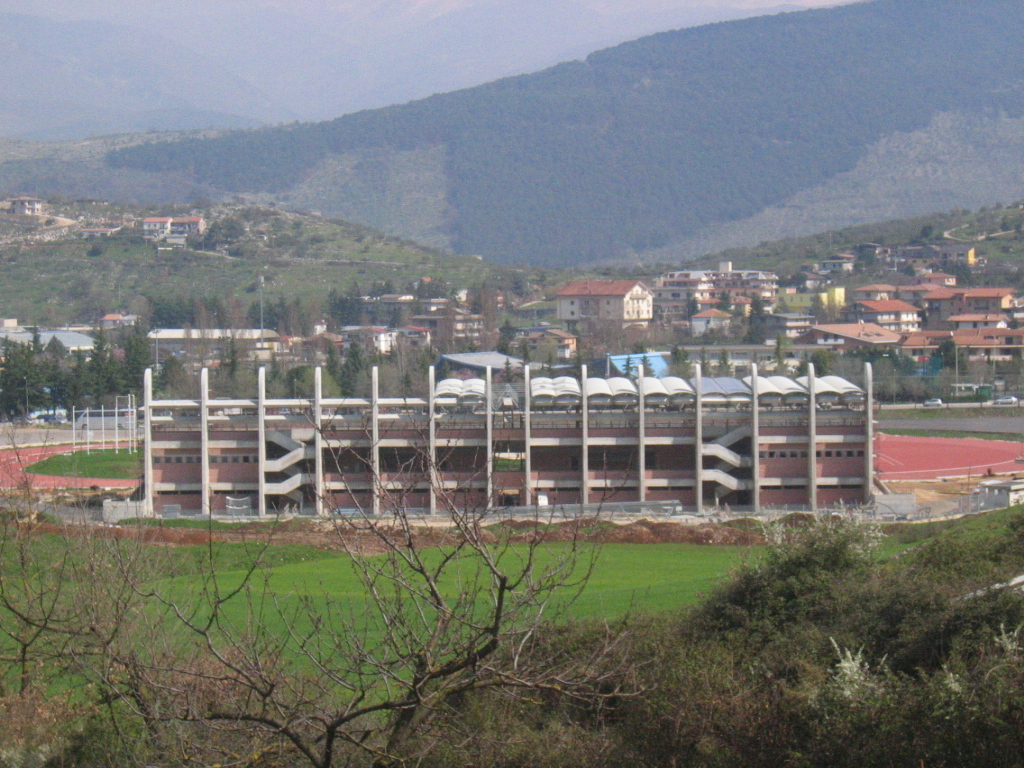
Il nuovo stadio comunale in costruzione

Ripartiti nel 1999-2000 dalla Terza Categoria, i verderosa vincono due campionati consecutivi finché, nel 2001-2002, si classificano terzi in Prima Categoria.
L'anno successivo la squadra chiude il campionato al primo posto e, rilevato il titolo in Eccellenza dal Cervaro, nella stagione 2003-2004 sfiora la promozione in D, classificandosi infine al terzo posto.
Nel 2006 dopo una stagione difficile retrocede in Promozione. Nella stagione 2007-2008 sfiora di nuovo la promozione in eccellenza, la formazione guidata da Mirko Carlini e presieduta da Vellucci arriverà al terzo posto in campionato.
La stagione 2008-2009 vede nuovamente la squadra ripartire dalla Terza Categoria, con la nuova società dei fratelli Giorgio e Marco Tagliaferri e sotto il nome di Aletrium - Città dei Ciclopi. In due anni la nuova società ottiene due promozioni consecutive e per il campionato 2010-2011 in Prima Categoria la squadra riassume il nome di Alatri concludendo il campionato al terzo posto e perdendo la finale di Coppa Lazio di Prima Categoria con il Veroli soltanto ai calci di rigore..
Nella stagione 2011-2012 l'Alatri disputa il campionato regionale di Promozione, confrontandosi con realtà importanti del panorama regionale come il Cassino oltre che con le due squadre di Tecchiena, l'Asd Tecchiena e il Techna Calcio neopromosso in Promozione.
Nella stagione 2012-13 l'Alatri disputa il campionato di Prima categoria essendo retrocessa dal campionato di Promozione nella stagione precedente; dopo la fusione con Lapisebamolese prende il nome di Alatri La Piseba S.S.D. La squadra allenata da Fabio Gerli vince il campionato totalizzando 77 punti davanti alla rivale storica Tecchiena Techna, stabilendo il record di prima categoria del girone provinciale con 25 vittorie. La formazione verde rosa risulta anche la miglior difesa degli otto gironi di prima categoria con soli 17 reti subite. Nella stagione 2013-2014 l'Alatri La Piseba disputa il campionato regionale di Promozione. Nella stagione 2014-2015 l'Alatri La Piseba partecipa di nuovo al campionato regionale di Promozione, e sotto la guida di Mirco Carlini riesce a Vincere il trofeo di Coppa Italia Promozione. Dalla stagione 2015-2016 milita nel girone D laziale di Promozione.
Nel 2020 viene rifondata sotto il nome ASD Vis Alatri su iniziativa di Bruno Galuppi, ex storica bandiera e capitano verde rosa, ma a causa del covid giocherà la prima partita ufficiale nel campionato 2021/2022 partecipando al campionato di seconda categoria laziale conquistando una tranquilla salvezza, sotto la guida del citato Mister Bruno Galuppi, del suo vice Alessandro Culicelli altra vecchia bandiera verde rosa e del DS storico Fabrizio Pica.
Nel 2022 cambia gestione societaria e viene affidata la direzione tecnica a Mister Francesco Rapone.
Dopo aver militato nel campionato 2023/2024 ancora in Seconda categoria (girone H) giocando le partite casalinghe nello stadio Franco Evangelisti essendo il Chiappitto in ristrutturazione, a seguito di fusione con la Virtus Guarcino è iscritta al campionato di Promozione (girone D) per la stagione 2024/2025 come PSV Alatri Guarcino. Le partite in casa si tengono allo stadio Sant'Andrea di Guarcino fino alla riapertura dello storico stadio di Chiappitto completamente rinnovato a marzo 2025.  
Sotto la guida del mister Marco Frioni la squadra raggiunge la salvezza e il 1º luglio 2025 la società comunica ufficialmente la partecipazione al campionato di Promozione 2025/2026 con la denominazione di A.S.D. Alatri.

## Colori e simboli

### Colori
I colori della squadra sono il verde e il rosa: il rosa è il colore tradizionale della bandiera e del gonfalone della città di Alatri.

### Simboli ufficiali

#### Stemma
Lo stemma della società adottato nel 2025 con il ritorno alla denominazione di ASD Alatri riprende fedelmente lo stemma comunale, caratterizzato dall'emblema della torre alata, inserito in uno scudo bianco con un doppio bordo verde e rosa e con in alto il nome del club.

## Strutture

### Stadio
La squadra gioca le proprie partite casalinghe nello Stadio Comunale in località Chiappitto (800 posti): inaugurato la prima volta nel 1966, nel 2005 venne dotato del primo manto sintetico. Dopo una completa ristrutturazione l'impianto è tornato operativo nel 2025.

## Palmarès

### Competizioni regionali
- Coppa Italia Promozione: 1

2015
- Prima Categoria: 1

2012-2013
- Seconda Categoria: 1

2000-2001

### Competizioni provinciali
- Terza Categoria: 1

1999-2000

### Altri piazzamenti
- Eccellenza:

Terzo posto: 2003-2004 (girone A)
- Promozione:

Secondo posto: 1991-1992 (girone C)
Serie D dal 1966 al 1975